# Rodney Baxter
Rodney James Baxter FRS FAA (Londres, 8 de fevereiro de 1940 – Camberra, 25 de julho de 2025) foi um físico australiano, especializado em mecânica estatística. Ele foi bem conhecido por seu trabalho em modelos resolvidos exatamente, em particular modelos de vértices, como o modelo de seis vértices, o modelo de oito vértices e o modelo quiral de Potts e o modelo de hexágono rígido. Um tema recorrente na solução de tais modelos, a equação de Yang-Baxter, também conhecida como "relação estrela-triângulo", é nomeada em sua homenagem.

## Historia
Baxter foi educado na Bancroft's School e Trinity College , Cambridge (BA, MA), antes de se mudar para a Australian National University em Camberra para concluir seu PhD. Ele estava entre os primeiros doutorandos em física teórica da ANU, graduando-se em 1964. Então, em 1964 e 1965, ele trabalhou para a Iraq Petroleum Company. 
Ele trabalhou como professor assistente no Massachusetts Institute of Technology de 1968 até 1970, quando assumiu uma posição na ANU, e serviu um mandato como Chefe do Departamento de Física Teórica no Institute of Advanced Study, até se aposentar em 2002. Ele foi Professor Emérito de Física. 
Em 1984, ele foi premiado com um Doutor em Ciências por Cambridge. Ele é membro da Academia Australiana de Ciências, da Royal Society of London e do Isaac Newton Institute, Cambridge, onde foi Royal Society Research Professor em 1992.
Em 1980, ele foi premiado com a Medalha Boltzmann , o principal reconhecimento pela contribuição de pesquisa sobre mecânica estatística. Em 2006, ele foi premiado com o Prêmio Lars Onsager "Por suas contribuições originais e inovadoras ao campo de modelos exatamente resolvidos em mecânica estatística, que continuam a inspirar desenvolvimentos profundos em física estatística e campos relacionados".

## Morte
Baxter morreu em Camberra em 20 de julho de 2025, aos 85 anos.

## Publicações
- Baxter, Rodney J. (1982), Exactly solved models in statistical mechanics (PDF), ISBN 978-0-12-083180-7, London: Academic Press Inc. [Harcourt Brace Jovanovich Publishers], MR 690578, Zbl 0538.60093